# Рулвил (Мисисипи)
Рулвил (енгл. Ruleville) град је у америчкој савезној држави Мисисипи.

## Демографија
По попису из 2010. године број становника је 3.007, што је 227 (-7,0%) становника мање него 2000. године.
| Група             | 2000.         | 2010.         |
| Белци             | 602 (18,6%)   | 386 (12,8%)   |
| Афроамериканци    | 2.612 (80,8%) | 2.572 (85,5%) |
| Азијати           | 14 (0,4%)     | 4 (0,1%)      |
| Хиспаноамериканци | 28 (0,9%)     | 21 (0,7%)     |
| Укупно            | 3.234         | 3.007         |